# Arandas (Jalisco)
Pour les articles homonymes, voir Arandas (homonymie).
 (juillet 2015).
Si vous disposez d'ouvrages ou d'articles de référence ou si vous connaissez des sites web de qualité traitant du thème abordé ici, merci de compléter l'article en donnant les références utiles à sa vérifiabilité et en les liant à la section « Notes et références ».
Arandas est une municipalité de la région des Altos Sur, dans l'État de Jalisco, au Mexique. Arandas est aussi le nom du canton principal de la municipalité et le centre de l'administration municipale. Il est environ 2 heures à l'est de Guadalajara.

## Toponymie
Le nom est dérivé du nom d'origine de la population existante reçu au cours du XVIIe siècle : Santa María de Guadalupe de los Aranda, dérivé du nom de famille Aranada, une des familles fondatrices, avec Camarena, Hernández Gamiño et Hernández Rull.

## Histoire
À l'époque pré-colombienne, la région était habitée par les Chichimèques et Tarasques.
Arandas était un point central de la guerre des Cristeros (1926-1929).

## À noter
Le cratère Les Arandas, sur la planète Mars, a été nommé d'après la ville en 1976 par l'Union astronomique internationale.